# José Hevia y Noriega
José Hevia y Noriega, (Oviedo, 31 de julio de 1776 - † Madrid, 23 de julio de 1834) fue un jurista y político español. 

## Biografía
Accedió a la carrera judicial, ingresando como oidor en el Consejo de Castilla. Se convirtió en miembro del Tribunal Supremo, ocupando la presidencia del alto tribunal desde que éste fue restablecido el 24 de marzo de 1834 por el gobierno de Francisco Martínez de la Rosa, durante la regencia de María Cristina de Borbón, hasta su muerte que se produjo el 23 de julio del mismo año. José Hevia y Noriega también fue senador. 
| Predecesor: (Órgano disuelto en 1823) Antonio Cano Ramírez de Arellano | Presidente del Tribunal Supremo 1834 (1 de abril-23 de julio) | Sucesor: Vicente Cano Manuel Ramírez de Arellano |